# بابونه سفلی
بابونه سفلی یکی از روستاهای استان آذربایجان شرقی است که در دهستان چاراویماق جنوب شرقی بخش شادیان شهرستان چاراویماق واقع شده‌است.این روستا ۳۳ نفر جمعیت دارد.